# Graphania molis
Graphania molis är en fjärilsart som beskrevs av Howes. 1908. Graphania molis ingår i släktet Graphania och familjen nattflyn. Inga underarter finns listade i Catalogue of Life.